# Mario Eggimann
Mario Eggimann (Brugg, 24 januari 1981) is een Zwitsers betaald voetballer die doorgaans in de verdediging speelde. Hij kwam van 1998 tot en met 2014 uit voor FC Aarau, Karlsruher SC, Hannover 96 en 1. FC Union Berlin. Eggimann speelde van 2007 tot en met 2010 tien keer in het Zwitsers voetbalelftal.

## Clubcarrière
De profloopbaan van Eggimann begon in het seizoen 1998/99 bij FC Aarau. Daarmee begaf hij zich vier seizoenen in de onderste regionen van de Axpo Super League, waarna Karlsruher SC hem naar Duitsland haalde. Na vijf jaar in de 2. Bundesliga promoveerde Eggimann met Karlsruhe naar de Bundesliga. Daarin behielden zijn teamgenoten en hij zich in het seizoen 2007/08. Hijzelf wekte de interesse van Hannover 96, dat hem nog voor het einde van het seizoen 2007/08 voor € 1.000.000,- kocht.

## Clubstatistieken
| Seizoen | Club               | Competitie        | Wedstrijden | Doelpunten |
| ------- | ------------------ | ----------------- | ----------- | ---------- |
| 1998-99 | FC Aarau           | Axpo Super League | 6           | 0          |
| 1999-00 | FC Aarau           | Axpo Super League | 4           | 0          |
| 2000-01 | FC Aarau           | Axpo Super League | 30          | 0          |
| 2001-02 | FC Aarau           | Axpo Super League | 35          | 2          |
| 2002-03 | Karlsruher SC      | 2. Bundesliga     | 24          | 4          |
| 2003-04 | Karlsruher SC      | 2. Bundesliga     | 31          | 3          |
| 2004-05 | Karlsruher SC      | 2. Bundesliga     | 25          | 1          |
| 2005-06 | Karlsruher SC      | 2. Bundesliga     | 31          | 2          |
| 2006-07 | Karlsruher SC      | 2. Bundesliga     | 32          | 3          |
| 2007-08 | Karlsruher SC      | Bundesliga        | 33          | 5          |
| 2008-09 | Hannover 96        | Bundesliga        | 24          | 1          |
| 2009-10 | Hannover 96        | Bundesliga        | 19          | 0          |
| 2010-11 | Hannover 96        | Bundesliga        | 12          | 0          |
| 2011-12 | Hannover 96        | Bundesliga        | 16          | 0          |
| 2012-13 | Hannover 96        | Bundesliga        | 22          | 1          |
| 2013-04 | 1. FC Union Berlin | 2. Bundesliga     | 15          | 1          |
| 2014-15 | 1. FC Union Berlin | 2. Bundesliga     | 2           | 0          |

## Interlandcarrière
Eggimann debuteerde op 7 september 2007 tegen Chili in het Zwitsers voetbalelftal onder bondscoach Jakob Kuhn. Die nam hem niet op in zijn selectie voor het EK 2008. Twee jaar later nam Kuhns opvolger Ottmar Hitzfeld hem wel mee naar het WK 2010. Daar maakte hij zijn eerste en laatste speelminuten in de eerste groepswedstrijd tegen Spanje (0-1 winst), waarin hij in de 92e minuut inviel voor Tranquillo Barnetta.

## Erelijst
Karlsruher SC
- 2. Bundesliga

2006/07